# Hennyey Imre
Hennyey Imre, született: Hager Imre (Kotor, 1913. július 14. – Toronto, Kanada, 1989. szeptember 6.) magyar-kanadai vívó, olimpikon.
Részt vett az 1948-as és 1952-es olimpiai játékokon. Vívásban indult, párbajtőr csapatban és egyéniben. Érmet nem tudott szerezni. Később Kanadába disszidált és ott is halt meg valamikor 2007 körül.